# Àngel Sánchez Gozalbo
Àngel Sánchez Gozalbo (Castelló de la Plana, 13 de febrer de 1894 - Castelló de la Plana, 10 de març de 1987) va ser un escriptor valencià.
Va estudiar medicina a la Universitat de València, obtenint la llicenciatura l'any 1916 i posteriorment el doctorat l'any 1918. Aquesta seria la seua professió, que va exercir a Castelló de la Plana en l'especialitat d'anàlisis clíniques. L'any 1919 va participar en la fundació de la Societat Castellonenca de Cultura, sent el membre més jove entre els intel·lectuals que hi van participar. En la seua època d'estudiant a València, havia entrat en contacte amb cercles literaris, el que el va portar a implicar-se en diverses associacions i iniciatives de caràcter cultural, com ara l'Assemblea de Nostra Parla (València, juliol de 1922) o Lo Rat Penat. Va ser nomenat delegat a la ciutat de Castelló de la Plana per a l'elaboració del Diccionari Català-Valencià-Balear. Va ser un dels signataris de les Normes de Castelló de 1932.
En la seua obra literària destaca per la seua la dedicació a la narrativa breu, publicada generalment en revistes, tot i que l'any 1930 va publicar-ne un recull amb el títol Bolangera de Dimonis. També va publicar diversos assajos històrics i de fraseologia lèxica.

## Obra[1]
- 1934 - El paisatge en la literatura valenciana. Consejo Superior de Investigaciones Científicas. ISBN 978-84-00-02212-9
- 1943 - Pintores de Morella, noticias y documentos. Consejo Superior de Investigaciones Científicas. ISBN 978-84-00-00921-2
- 1979 - Bolangera de dimonis. Consejo Superior de Investigaciones Científicas. ISBN 978-84-00-04463-3
- 1980 - Repertorio de los inventarios del Santuario de Nuestra Señora del Lledó. Consejo Superior de Investigaciones Científicas. ISBN 978-84-00-04608-8
- 1981 - Galanies i cobejances. Prometeo, S.A. ISBN 978-84-7199-179-9
- 1995 - Lledó en la historia. Diputació de Castelló. ISBN 978-84-86895-67-9